# Stössing
Stössing osztrák község Alsó-Ausztria St. Pölten-i járásában. 2024 januárjában 836 lakosa volt. 

## Elhelyezkedése

Stössing a Sankt Pölten-i járásban

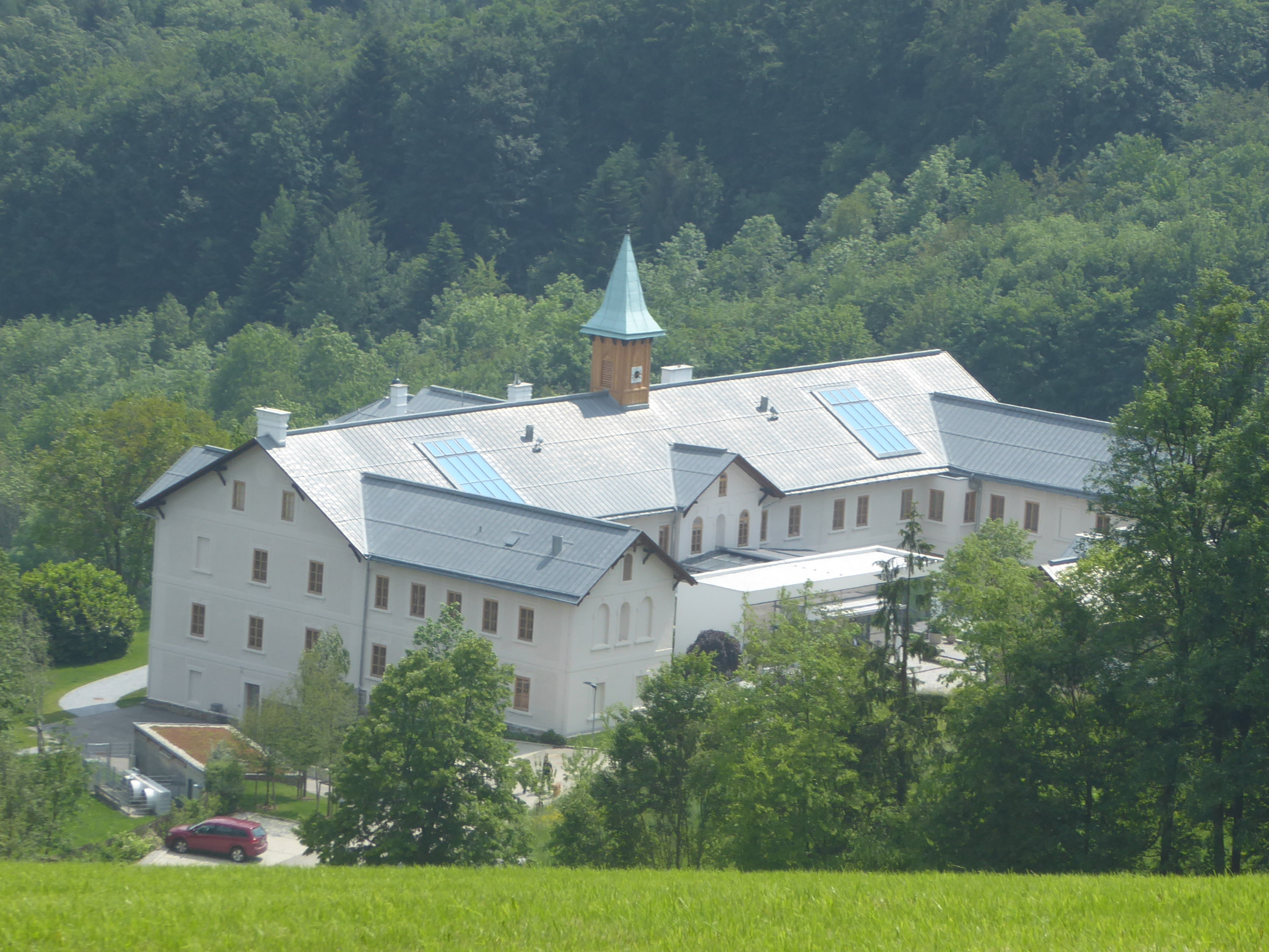
A volt hochstraßi kolostor

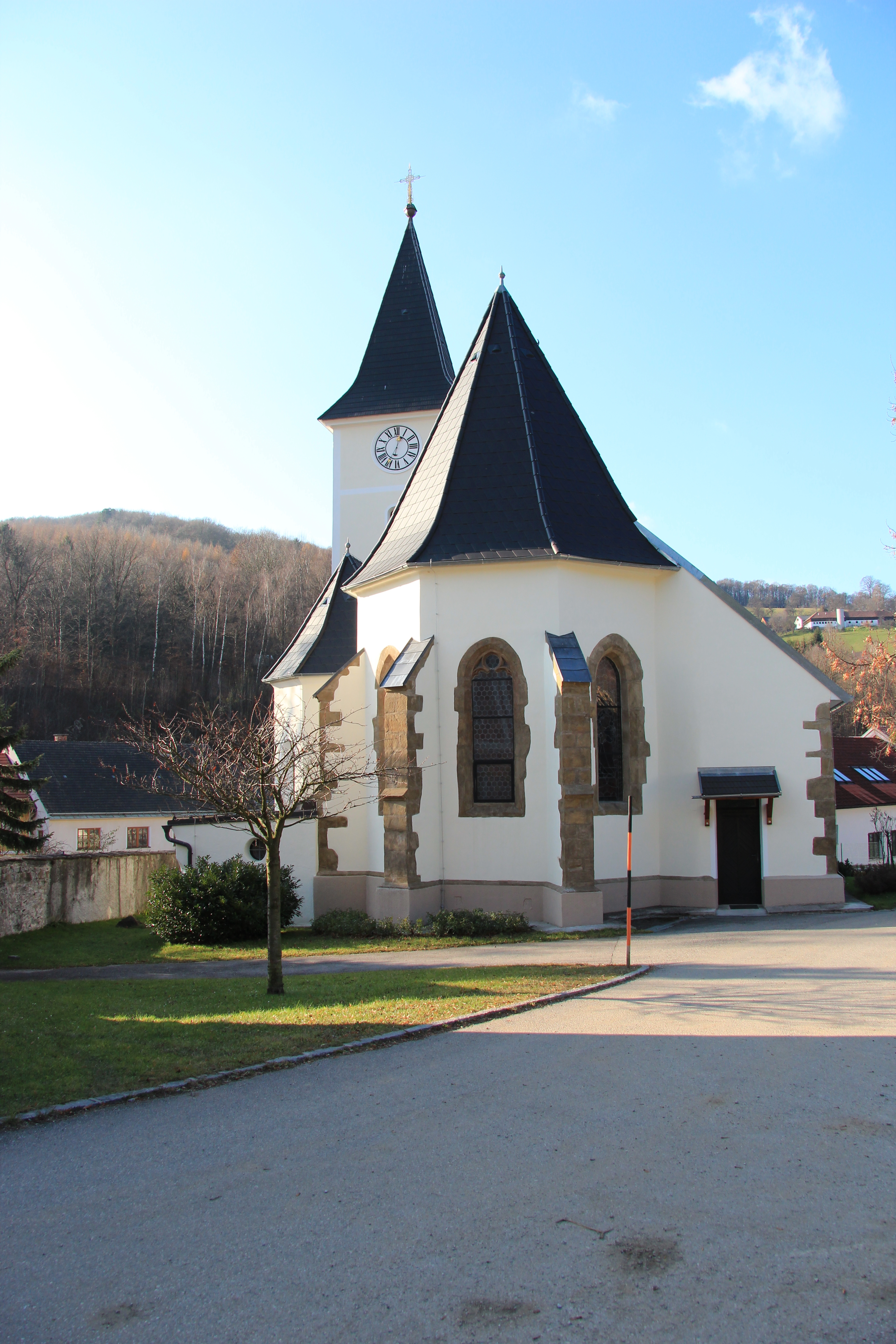
A Szt. Egyed-plébániatemplom

Stössing a tartomány Mostviertel régiójában fekszik, a Bécsi-erdő nyugati részén, a Stössingbach folyó mentén. Legmagasabb pontja a Hegerberg (655 m). Területének 41,3%-a erdő, 53% áll mezőgazdasági művelés alatt. Az önkormányzat 10 települést egyesít: Bonnleiten (85 lakos 2024-ben), Buchbach (37), Dachsbach (36), Freiling (48), Hendelgraben (111), Hochgschaid (148), Hochstraß (66), Hof (17), Sonnleiten (21) és Stössing (267).
A környező önkormányzatok: északra Kirchstetten, északkeletre Neulengbach, keletre Neustift-Innermanzing, délkeletre Brand-Laaben, délnyugatra Michelbach, északnyugatra Kasten bei Böheimkirchen.

## Története
Stössinget 1204-ben említik először. Temploma a 13. században a böheimkircheni plébánia leányegyháza volt, a 14. században viszont már a St. Pölten-i apátság felügyelte. Kőszeg 1532-es ostrománál a török portyázók idáig is eljutottak és megöltek egy gazdát. A reformációt követően a lakosság többsége áttért a lutheránus hitre, a kasteni templomhoz tartoztak. Bécs 1683-as ostromakor a törökök kifosztották Stössinget, templomát felgyújtották, Hochgschaidot pedig teljesen elpusztították. 1751-ben 13 különféle uradalomnak voltak birtokai a mai Stössing területén. A napóleoni háborúk alatt kisebb összecsapások voltak a helyi lakosok és a Lobner-malomnál táborozó franciák között. Erről az időszakról tanúskodnak a Schönberg-tanyánál található francia sírok.
1850-ben megalakult a községi önkormányzat. 1870-ben megépült az út Böheimkirchenbe, az ottani vasútállomáshoz. 1895-ben az Isteni Szeretet Leányai apácarend kolostort építtetett Stössingben, két évvel később pedig iskolát nyitottak, ahol háztartási ismeretekre oktatták a lányokat. A második világháború végén, 1944-ben a szövetségesek szórványosan bombázták a községet, egyik bombázójukat pedig lelőtték. A front ideérkeztekor a Vörös Hadsereg gyorsan áttörte a gyenge német védelmi vonalakat. 
1972-ben Stössing és Kasten községek egyesültek, de 1988-ban Stössing ismét különvált.     

## Lakosság
A stössingi önkormányzat területén 2024 januárjában 836 fő élt. Lakosságszáma 1910-ben érte el csúcspontját 1091 fővel, 1981 óta ismét enyhén növekszik. 2022-ben az ittlakók 91,5%-a volt osztrák állampolgár; a külföldiek közül 1,8% a régi (2004 előtti), 4,6% az új EU-tagállamokból érkezett. 0,8% a volt Jugoszlávia (Horvátország és Szlovénia kivételével) vagy Törökország; 1,3% egyéb ország polgára volt. 2001-ben a lakosok 90,5%-a római katolikusnak, 0,9% evangélikusnak, 0,4% ortodoxnak, 1,8% mohamedánnak, 4,9% pedig felekezeten kívülinek vallotta magát. Ugyanekkor egy magyar élt a községben; a legnagyobb nemzetiségi csoportokat a németek (96,3%) mellett a csehek, szerbek, horvátok és szlovének alkották 2-2 fővel. 
A népesség változása:

| 2016 | 844 |
| 2018 | 838 |

## Látnivalók
- a volt hochstraßi apácakolostor
- a Szt. Egyed-plébániatemplom

## Fordítás
- Ez a szócikk részben vagy egészben  a   Stössing című német Wikipédia-szócikk ezen változatának fordításán alapul.  Az eredeti cikk szerkesztőit annak laptörténete sorolja fel. Ez a jelzés csupán a megfogalmazás eredetét és a szerzői jogokat jelzi, nem szolgál a cikkben szereplő információk forrásmegjelöléseként.